# District de Shangdang
Le xian de Changzhi (长治县 ; pinyin : Chángzhì Xiàn) est un district administratif de la province du Shanxi en Chine. Il est placé sous la juridiction de la ville-préfecture de Changzhi.

## Démographie
La population du district était de 320 875 habitants en 1999.